# MS MR
MS MR [mɪs ˈmɪstəʳ] ist ein US-amerikanisches Popduo. Es wurde in New York gegründet und besteht aus den Musikern Lizzy Plapinger und Max Hershenow. Ihre Musik, die sie selbst als „Tumblr-Glitch-Pop“ bezeichnen, ist eine Mischung aus Elektropop und Wave.

## Geschichte
Das Duo veröffentlichte das Musikvideo für seine erste Single Hurricane am 26. April 2012. Die Single erschien auf iTunes am 10. Juli 2012. Sie erhielt überschwängliche Beurteilungen von Kritikern als auch von der Öffentlichkeit, wobei sie für ihren „Vintagesound“ gelobt wurde. Hurricane erreichte in den deutschen Charts Platz 38 und wurde auf der Debüt-EP der Band mit dem Titel Candy Bar Creep Show verwendet, zusammen mit Bones, Dark Doo Wop und Ash Tree Lane. Die EP erschien am 14. September 2012. Das Stück Bones wurde im amerikanischen Trailer der dritten Staffel von Game of Thrones verwendet. Des Weiteren ist Hurricane die Titelmelodie der VOX-Serie Der Club der roten Bänder. Das Video ihrer zweiten Single Fantasy wurde am 4. Februar 2013 auf YouTube veröffentlicht. Der Song war ab dem 8. März 2013 auch auf iTunes erhältlich. Nach der Veröffentlichung erhielt die Single gute Kritiken. Sie wurde als „ansteckend“ und „betörend“ beschrieben. Das Debütalbum Secondhand Rapture wurde am 14. Mai 2013 veröffentlicht. Seit Juni 2013 wird Fantasy in der Ampya-Werbung verwendet.
Am 7. August 2023 kündigte die Band in den sozialen Medien in Rahmen des 10-jährigen Jubiläums ihres im Jahr 2013 erschienenen Debütalbum Secondhand Rapture ihre neue Single Saturn Return, die am 6. September erschien, als Abschiedslied an und geben damit gleichzeitig ihre spätere Auflösung bekannt.

## Diskografie

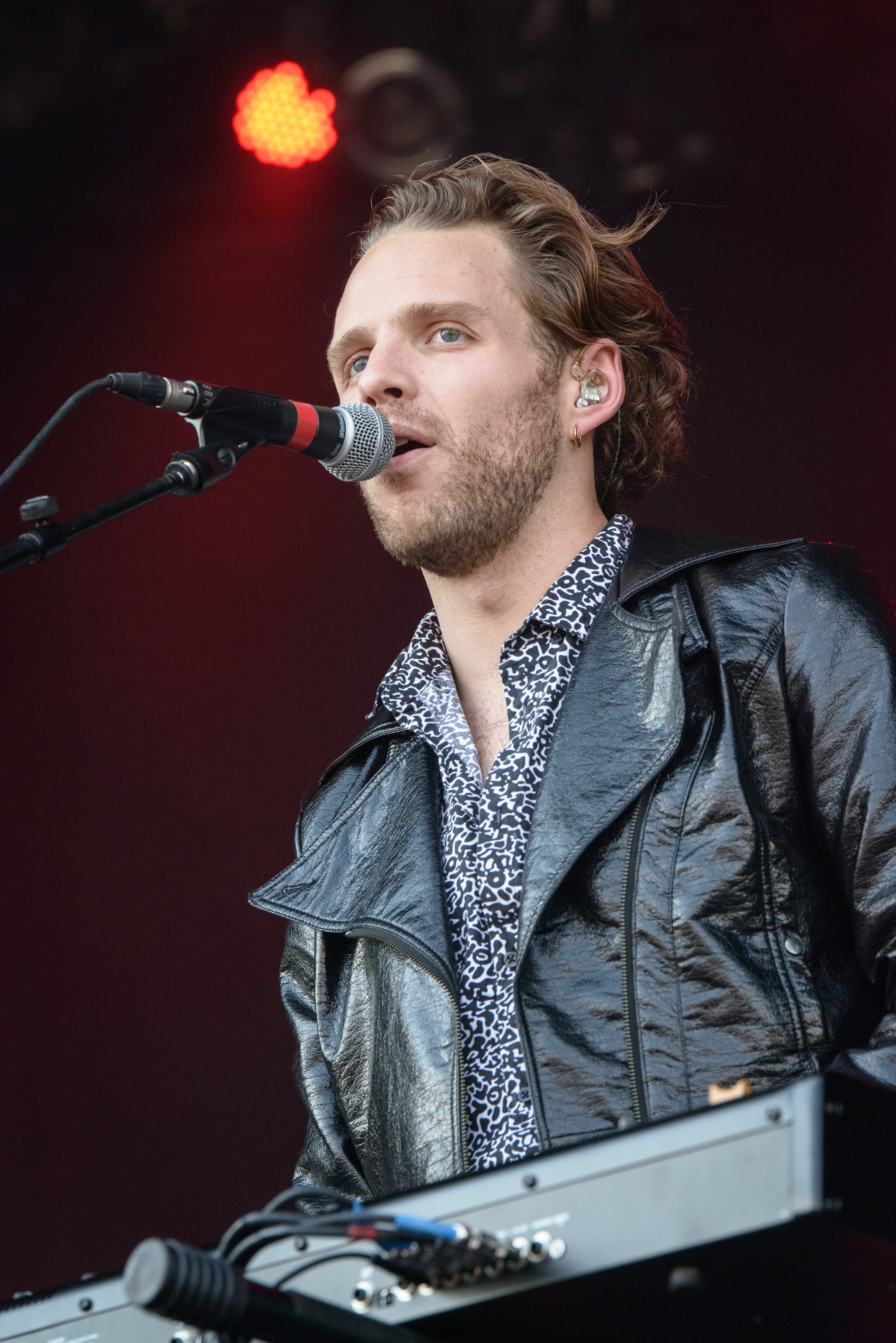
Max Hershenow (2015)

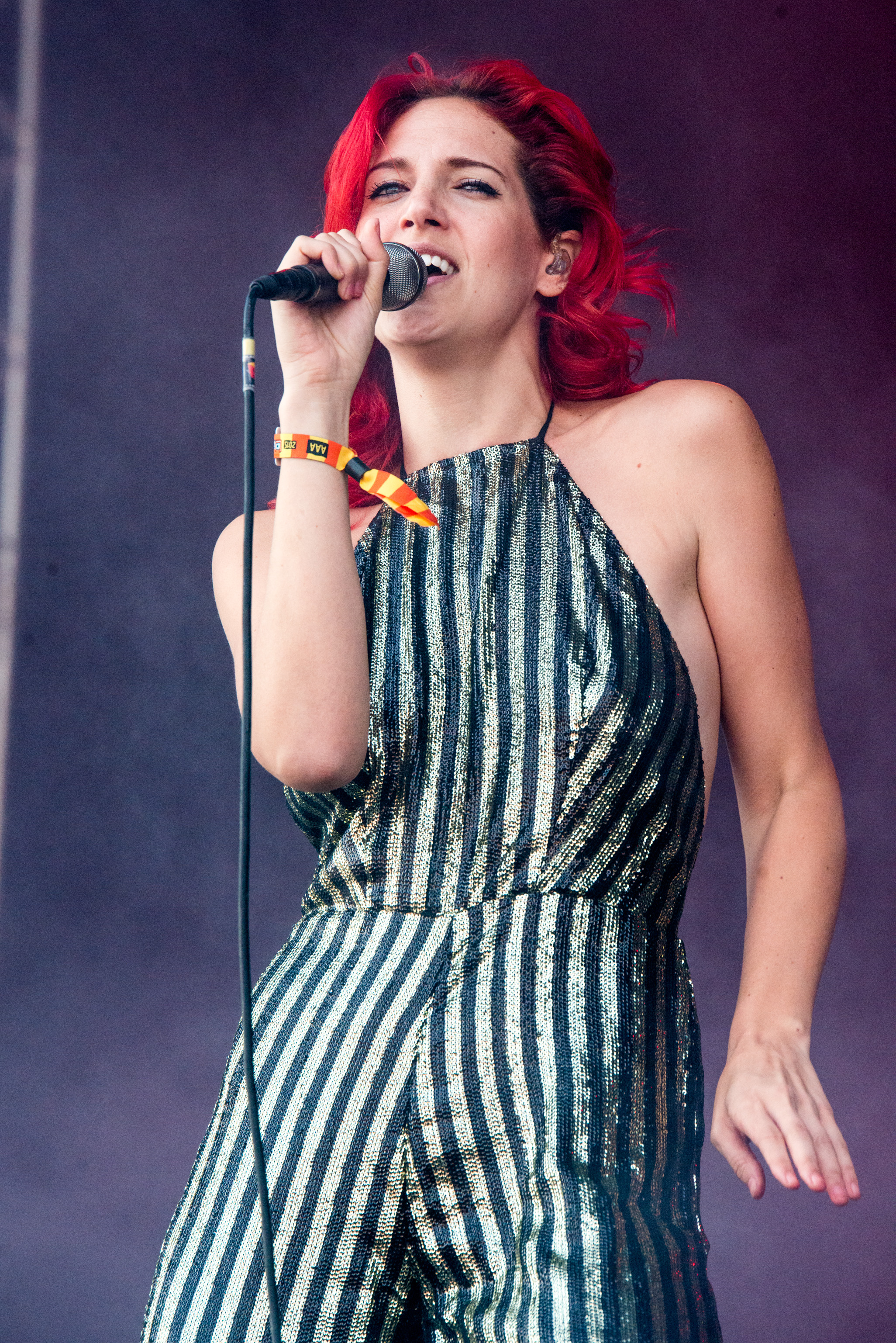
Lizzy Plapinger (2015)

### Studioalben
| Jahr | Titel              | Höchstplatzierung, Gesamtwochen, AuszeichnungChartplatzierungen (Jahr, Titel, Platzierungen, Wochen, Auszeichnungen, Anmerkungen) | Höchstplatzierung, Gesamtwochen, AuszeichnungChartplatzierungen (Jahr, Titel, Platzierungen, Wochen, Auszeichnungen, Anmerkungen) | Höchstplatzierung, Gesamtwochen, AuszeichnungChartplatzierungen (Jahr, Titel, Platzierungen, Wochen, Auszeichnungen, Anmerkungen) | Höchstplatzierung, Gesamtwochen, AuszeichnungChartplatzierungen (Jahr, Titel, Platzierungen, Wochen, Auszeichnungen, Anmerkungen) | Höchstplatzierung, Gesamtwochen, AuszeichnungChartplatzierungen (Jahr, Titel, Platzierungen, Wochen, Auszeichnungen, Anmerkungen) | Anmerkungen                         |
| Jahr | Titel              | DE | AT | CH | UK | US | Anmerkungen                         |
| ---- | ------------------ | --- | --- | --- | --- | --- | ----------------------------------- |
| 2013 | Secondhand Rapture | DE36 (2 Wo.)DE | — | CH51 (1 Wo.)CH | UK65 (2 Wo.)UK | US116 (1 Wo.)US | Erstveröffentlichung: 10. Mai 2013  |
| 2015 | How Does It Feel   | DE61 (1 Wo.)DE | — | CH51 (1 Wo.)CH | — | US144 (1 Wo.)US | Erstveröffentlichung: 17. Juli 2015 |

### EPs
- 2011: Ghost City USA (Demo)
- 2012: Candy Bar Creep Show
- 2014: Secondhand ^2: The Remixes

### Singles
| Jahr | Titel Album                                         | Höchstplatzierung, Gesamtwochen, AuszeichnungChartplatzierungen (Jahr, Titel, Album, Platzierungen, Wochen, Auszeichnungen, Anmerkungen) | Höchstplatzierung, Gesamtwochen, AuszeichnungChartplatzierungen (Jahr, Titel, Album, Platzierungen, Wochen, Auszeichnungen, Anmerkungen) | Höchstplatzierung, Gesamtwochen, AuszeichnungChartplatzierungen (Jahr, Titel, Album, Platzierungen, Wochen, Auszeichnungen, Anmerkungen) | Höchstplatzierung, Gesamtwochen, AuszeichnungChartplatzierungen (Jahr, Titel, Album, Platzierungen, Wochen, Auszeichnungen, Anmerkungen) | Höchstplatzierung, Gesamtwochen, AuszeichnungChartplatzierungen (Jahr, Titel, Album, Platzierungen, Wochen, Auszeichnungen, Anmerkungen) | Anmerkungen                                            |
| Jahr | Titel Album                                         | DE | AT | CH | UK | US | Anmerkungen                                            |
| ---- | --------------------------------------------------- | --- | --- | --- | --- | --- | ------------------------------------------------------ |
| 2012 | Hurricane Candy Bar Creep Show / Secondhand Rapture | DE38 Gold · (4 Wo.)DE | — | — | — | — | Erstveröffentlichung: 10. Mai 2012 Verkäufe: + 150.000 |

Weitere Singles
- 2013: Fantasy (Secondhand Rapture)
- 2013: Think of You (Secondhand Rapture)
- 2013: Fantasy / Dance Yrself Clean (Secondhand Rapture)
- 2015: Painted[14] (How Does It Feel)
- 2016: Criminals (How Does It Feel)
- 2023: Saturn Return[12]

## Auszeichnungen für Musikverkäufe
Anmerkung: Auszeichnungen in Ländern aus den Charttabellen bzw. Chartboxen sind in ebendiesen zu finden.
| Land/RegionAuszeichnungen für Musikverkäufe (Land/Region, Auszeichnungen, Verkäufe, Quellen) | Gold  | Platin | Verkäufe | Quellen           |
| -------------------------------------------------------------------------------------------- | ----- | ------ | -------- | ----------------- |
| Deutschland (BVMI)                                                                           | Gold1 | —      | 150.000  | musikindustrie.de |
| Insgesamt                                                                                    | Gold1 | —      |          |                   |